# دانشگاه تورین

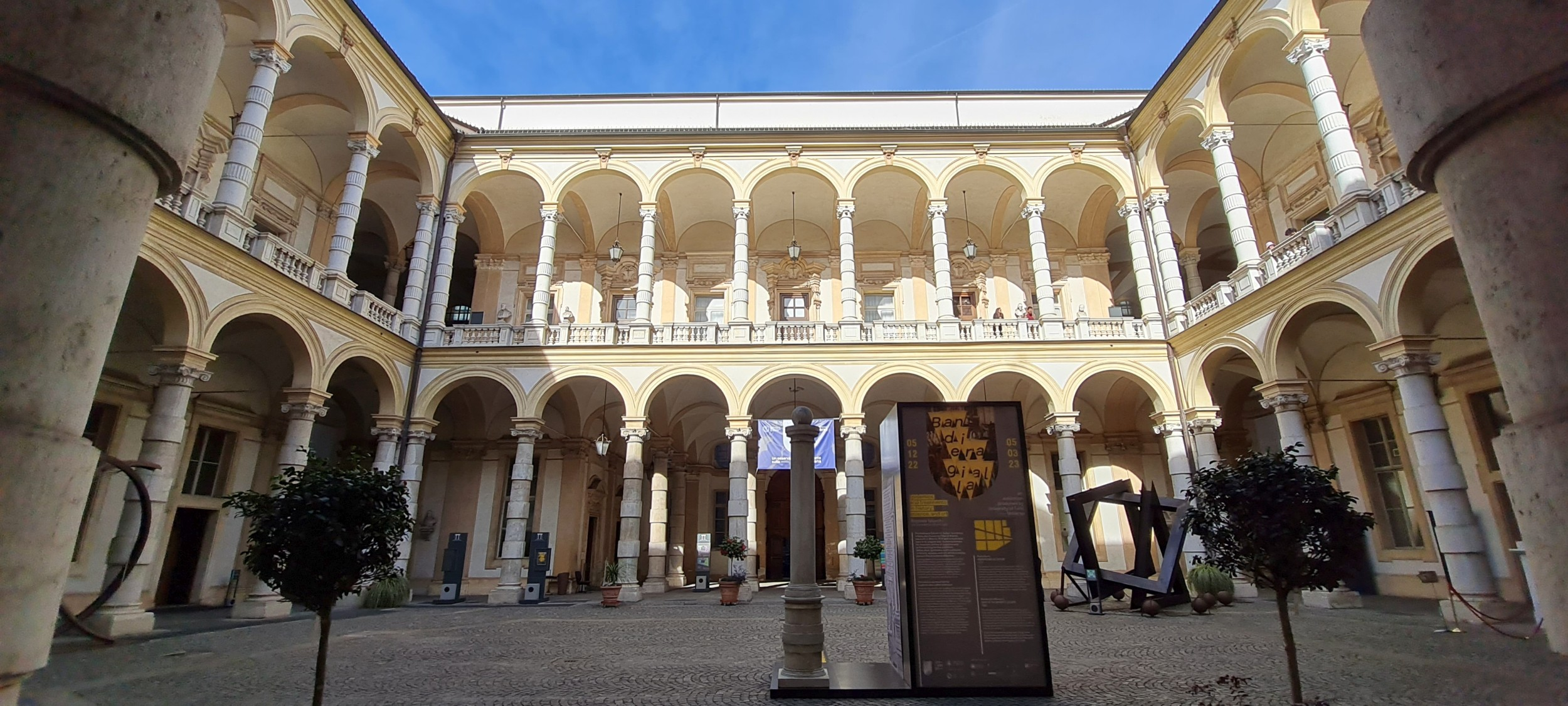
تالار کاخ ریاست دانشگاه تورین

دانشگاه تورین (ایتالیایی: Università degli Studi di Torino یا اغلب به اختصار UNITO) یک دانشگاه تحقیقاتی دولتی در شهر تورین واقع در منطقه پیمونت شمال غربی ایتالیا است که در سال ۱۴۰۴ میلادی بنیان‌نهاده شده‌است. این دانشگاه یکی از کهن‌ترین دانشگاه‌های اروپا است و همچنان نقش مهمی در پژوهش و آموزش دارد. بر اساس آخرین اطلاعات توسط ANVUR، این دانشگاه به‌طور پیوسته در میان ۵ دانشگاه برتر ایتالیایی رتبه‌بندی شده‌است و سومین رتبه را برای فعالیت‌های پژوهشی در ایتالیا به‌دست آورده‌است.

## مشاهیر دانشگاه تورین
- جیانی آنیلی : رئیس پیشین شرکت خودروسازی فیات
- فرانکو برنابه : بانکدار و مدیر عامل شرکت تلکام ایتالیا
- ناتالیا گینزبورگ : نویسنده، فعال ضد فاشیست و سیاستمدار
- لوئیجی انیادی : رئيس جمهور دوم جمهوری ایتالیا
- جیووانی جیولیتی : نخست وزیر پیشین ایتالیا
- لوئیجی فدریکو : نخست وزیر پیشین ایتالیا
- جوزپه سارگات : رئیس جمهور پنجم ایتالیا
- سزار پولس : منتقد ادبی، شاعر، رمان نویس، مترجم